# هایدن گرین
هایدن گرین (انگلیسی: Haydn Green; ۱۸ مارس ۱۸۸۷ – ۸ فوریهٔ ۱۹۵۷) بازیکن فوتبال، و سرمربی (فوتبال) اهل بریتانیا بود.
از باشگاه‌هایی که در آن بازی کرده‌است می‌توان به باشگاه فوتبال ناتینگهام فارست، باشگاه فوتبال نیوپورت کانتی، باشگاه فوتبال استون ویلا، باشگاه فوتبال ردینگ، و باشگاه فوتبال منچستر یونایتد اشاره کرد.